# Pietro Gadda Conti
Pietro Gadda Conti (Milà, 13 de febrer de 1902 – Arzo, 22 de gener de 1999) va ser un escriptor, crític cinematogràfic i traductor italià.

## Biografia
El seu pare Giuseppe era un enginyer i empresari actiu en la producció de maquinària i instal·lacions elèctriques. i era cosí de Carlo Emilio Gadda (qui era fill de Francesco Ippolito Gadda, germà de Pietro Gadda, pare de Giuseppe).
La mare Matilde Conti era germana d'Ettore Conti, també enginyer i soci del seu pare Giuseppe. El 1939 l'oncle Ettore va adopar Piero (així com a Lia Baglia, filla d'una altra germana i esposa de l'arquitecte Piero Portaluppi); des de llavors Piero va afegir el cognom del seu oncle al seu.
Piero va mantenir una llarga correspondència amb el seu oncle novel·lista i poc després de la seva mort va recollir aquestes cartes en un llibre, titulat Le confessioni di Carlo Emilio Gadda.
Es va llicenciar en dret a la Universitat de Pavia i aviat va començar a col·laborar, sobretot com a crític de cinema, a diaris i revistes com La Perseveranza, L'Ambrosiano, La Fiera Letteraria (a la seva columna "Cinelandia"), Il Resto del Carlino, La Stampa, Pegaso, Nuova Antologia, Il Popolo, La Tribuna.
Va formar part del jurat del Festival Internacional de Cinema de Venècia els anys 1950, 1951, 1955, 1958, 1963.
El 1970 li fou atorgat el Premi Bagutta amb La paura.
Fou també traductor a l'italià dels escrits de Paul Gauguin, Aldous Huxley, Robert Louis Stevenson, Mark Twain, John Steinbeck, Alphonse Daudet.
Va morir als 96 anys en una clínica d'Arzo, a Suïssa.
Fou enterrat a la necròpolis del cementiri monumental de Milà.

## Obres
- L' entusiastica estate, Milano, Il convegno, 1924
- Verdemare, Firenze, Edizioni di Solaria, 1927
- Mozzo, Milano, Ceschina, 1930
- Gagliarda, Roma, Società anonima La Nuova Antologia, 1931
- A gonfie vele, Milano, Ceschina, 1931
- Orchidea, Milano, Ceschina, 1934
- Festa da ballo, Milano, Ceschina, 1937
- Nuvola, Milano, Ceschina, 1938
- Vocazione mediterranea, Milano, Ceschina, 1940
- Moti del cuore, Milano, Ceschina, 1940
- Vita e melodia di Giacomo Puccini, Milano, Ceschina, 1955
- Adamira, Milano, Bompiani, 1956
- Vanterie adolescenti, Padova, Rebellato, 1960
- La paura, Milano, Ceschina, 1970
- Le confessioni di Carlo Emilio Gadda, Pan editrice Milano, 1974